# Yvette Mutumba
Yvette Mutumba ist eine deutsche Kuratorin, Redakteurin und promovierte Kunsthistorikerin. Seit 2020 ist sie Curator-at-Large am Stedelijk Museum in Amsterdam.

## Werdegang
Yvette Mutumba ist Mitbegründerin und künstlerische Leiterin des Magazins Contemporary And (C&) sowie Contemporary And America Latina (C& AL), welches den Fokus auf die zeitgenössische Kunst- und Kulturszenen in Afrika, Lateinamerika, der Karibik und deren Diaspora legt. 2012 bis 2016 war sie Kuratorin am Weltkulturen Museum in Frankfurt und ko-kuratierte 2016 Focus: African Perspectives in The Armory Show in New York. Seit 2020 ist sie, gemeinsam mit Adam Szymczyk, Curator-at-Large am Stedelijk Museum in Amsterdam. 2018 gehörte sie mit Nomaduma Rosa Masilela, Serubiri Moses und Thiago de Paula Souza zum erweiterten Kurationsteam der 10. Berlin Biennale um Gabi Ngcobo und im Jahr 2020 erhielt sie, gemeinsam mit Julia Grosse, den European Cultural Manager Award 2020.
Yvette Mutumba doziert an der Universität der Künste in Berlin im Bereich Kunst im Kontext und war von 2017 bis 2018 Gastprofessorin für Globale Diskurse an der Kunsthochschule für Medien Köln. Sie machte ihren PhD an der Birkbeck-Universität in London. In ihrer Dissertation beschäftigte sie sich mit der Repräsentation von Kunst aus Afrika und der Diaspora im deutschen Kontext innerhalb des Zeitraums der 1960er Jahre bis 2011. Yvette Mutumba publiziert regelmäßig Texte und Publikationen zu zeitgenössischer Kunst.

## Publikationen
- mit Gabi Ngcobo (Hrsg.): A LABOUR OF LOVE. Kunst aus Südafrika – Die 80er jetzt. Kerber Verlag, Bielefeld 2015 (Ausstellungskatalog Weltkulturen Museum), ISBN 978-3-7356-0140-7[9]
- Parallele Wissensproduktionen. Statement zu einem möglichen Kulturschaffen. In: Kathrin Busch, Christina Dörfling, Kathrin Peters, Ildikó Szántó (Hrsg.): Wessen Wissen? Materialität und Situiertheit in den Künsten. Universität der Künste Berlin, Berlin 2018. hier S. 41–49 (PDF).
- mit Julia Grosse, Elke aus dem Moore (Hrsg.): I am built inside you. Englisch, Sternberg Press, 2017, ISBN 978-3-95679-329-5[10]
- mit Clémentine Deliss, Weltkulturen Museum (Hrsg.): EL HADJI SY: Painting, Performance, Politics. Deutsch und Englisch, diaphanes Verlag, 2015, ISBN 978-3-03734-841-3[11]
- mit Clémentine Deliss (Hrsg.): Ware und Wissen (Or the Stories You Wouldn’t Tell a Stranger), Ausstellungskatalog Weltkulturen Museum, diaphanes Verlag, Frankfurt am Main/Zürich, 2014, ISBN 978-3-03734-659-4[12]
- Die (Re-) Präsentation zeitgenössischer afrikanischer Kunst in Deutschland. 2009. Stuttgart: ifa 2008[13]